# Gorzewo (powiat sierpecki)
Gorzewo – wieś w Polsce położona w województwie mazowieckim, w powiecie sierpeckim, w gminie Sierpc. Ma status sołectwa.
Prywatna wieś duchowna położona była w drugiej połowie XVI wieku w powiecie sierpeckim województwa płockiego. W latach 1975–1998 miejscowość należała administracyjnie do województwa płockiego.
Nazwa wsi pochodzi od staropolskiego imienia Gorz. Gorzewo było notowane już w 1488 roku jako "Gorzevo". Miejscowość była własnością kościelną, należała do biskupa płockiego do 1517 roku, kiedy wieś została zakupiona przez misjonarzy sierpeckiego kościoła Najświętszej Maryi Panny. Między duchownymi, a właścicielami Sierpca o Gorzewo wybuchł konflikt. Ostatecznie Sierpscy zrzekli się praw do wsi i w 1518 roku była uposażeniem misjonarzy. Wieś się rozwijała i w 1578 roku liczyła sobie 9 i pół włóki ziemi. Tylko jedna była opuszczona. Wojny w XVII wieku opustoszyły wieś. Władza kościelna trwała jeszcze w XVIII wieku, ale na początku XIX miejscowość została znacjonalizowana i stała się własnością rządową. W 1827 żyło tu 109 mieszkańców. Druga połowa wieku przyniosła wsi ponowne wyludnienie i w 1880 roku liczyła tylko 51 mieszkańców i 9 domów. Na początku XX wieku wieś zaczęła się rozwijać, aby w 1938 roku mieć 35 domów mieszkalnych.
W 2016 i 2017 roku nastąpiła modernizacja dróg biegnących przez Gorzewo.